# Liste der Monuments historiques in Altorf
Die Liste der Monuments historiques in Altorf führt die Monuments historiques in der französischen Gemeinde Altorf auf.

## Liste der Bauwerke
| Bezeichnung      | Beschreibung | Standort                    | Kennzeichnung | Schutzstatus          | Datum          | Bild           |
| ---------------- | --- | --------------------------- | ------------- | --------------------- | -------------- | -------------- |
| Kloster Altdorf  | Klosteranlage aus Kirche St. Cyriak (ab dem 12. Jahrhundert), Abtshaus (16. und 18. Jahrhundert) und den ehemaligen Klostergärten; geschützt sind der Hochaltar (classé 1932), Fassadenelemente des Abtshauses (inscrit 1937) und die Kirche (classé 1983) | Place Saint-Cyriaque (Lage) | PA00084581    | Classé Inscrit Classé | 1932 1937 1983 | weitere Bilder |
| Grange aux dîmes | Zehntscheune des Klosters Altdorf, 16. Jahrhundert | 10, cour de la Dîme (Lage)  | PA00125214    | Inscrit               | 1993           | weitere Bilder |
| Brunnen          | Renaissancebrunnen, 17. Jahrhundert | Place Saint-Cyriaque (Lage) | PA00084582    | Inscrit               | 1937           | weitere Bilder |
| Langer Stein     | hallstattzeitlicher Menhir auf einem Grabhügel; als Grenzmarkierung unter PA00084696 auch Dorlisheim zugeordnet | (Lage)                      | PA00084583    | Classé                | 1930           |                |

## Liste der Objekte
| Bezeichnung                             | Beschreibung | Standort                                            | Kennzeichnung | Schutzstatus | Datum     | Bild           |
| --------------------------------------- | --- | --------------------------------------------------- | ------------- | ------------ | --------- | -------------- |
| Orgelprospekt und Balustrade der Empore | 1729, von Andreas Silbermann | Eichenholz, in der Kirche St-Cyriaque (Lage)        | PM67000004    | Classé       | 1972      | weitere Bilder |
| Kredenz                                 | Holz, vergoldet, und Marmor, 18. Jahrhundert | in der Kirche St-Cyriaque (Lage)                    | PM67000005    | Classé       | 1977      |                |
| Zwei Seitenaltäre                       | jeweils Altar, Retabel und Gemälde; auf der Südseite: Tod des heiligen Benedikt, auf der Nordseite: Tod der heiligen Scholastika; Holz, farbig gefasst und vergoldet, 18. Jahrhundert | im Querschiff der Kirche St-Cyriaque (Lage)         | PM67000009    | Classé       | 1987      | weitere Bilder |
| Ziborium                                | Kupfer, vergoldet, 1652 | in der Kirche St-Cyriaque (Lage)                    | PM67000002    | Classé       | 1967      |                |
| Zwei Seitenaltäre                       | jeweils Altar, Retabel und Skulptur; auf der Nordseite: Heiliger Blasius, auf der Südseite: Madonna mit Kind; Holz, farbig gefasst und vergoldet, 18. und 19. Jahrhundert             | in den Seitenschiffen der Kirche St-Cyriaque (Lage) | PM67000008    | Classé       | 1987      | weitere Bilder |
| Grabstein des Conrad von Gugenheim      | Sandstein, 1360 | in der Kirche St-Cyriaque (Lage)                    | PM67000012    | Classé       | 1987      | weitere Bilder |
| Kanzel                                  | Holz, farbig gefasst, Ende des 17. Jahrhunderts | in der Kirche St-Cyriaque (Lage)                    | PM67000006    | Classé       | 1977      | weitere Bilder |
| Grabdenkmal eines Kartäusers            | Darstellung der Kreuzigung, aus der Kartause von Molsheim transloziert; Sandstein, 18. Jahrhundert                                                                                    | in der Kirche St-Cyriaque (Lage)                    | PM67000014    | Classé       | 1987      | weitere Bilder |
| Zwei Beichtstühle                       | Eichenholz, 18. Jahrhundert | in der Kirche St-Cyriaque (Lage)                    | PM67000010    | Classé       | 1987      | weitere Bilder |
| Chorbänke                               | Eichenholz, 18. Jahrhundert | in der Kirche St-Cyriaque (Lage)                    | PM67000011    | Classé       | 1987      | weitere Bilder |
| Epitaph des Abtes Gregor Matern         | Sandstein, 1719 | in der Kirche St-Cyriaque (Lage)                    | PM67000013    | Classé       | 1987      | weitere Bilder |
| Orgel: Instrumentaler Teil              | 1729, von Andreas Silbermann | in der Kirche St-Cyriaque (Lage)                    | PM67000003    | Classé       | 1987      | weitere Bilder |
| Taufbecken                              | Sandstein, Ende des 15. Jahrhunderts | in der Kirche St-Cyriaque (Lage)                    | PM67000007    | Classé       | 1987      | weitere Bilder |
| Hochaltar                               | Altar mit Tabernakel, Retabel, Gemälde und drei Skulpturen; Holz und Stuck, farbig gefasst, 1730                                                                                      | in der Kirche St-Cyriaque (Lage)                    | PM67000015    | Classé       | 1979      | weitere Bilder |
| Orgel                                   | Ensemble aus PM67000003 und PM67000004 | in der Kirche St-Cyriaque (Lage)                    | PM67000982    | Classé       | 1971 1972 | weitere Bilder |
| Reliquienbüste des heiligen Cyriakus    | Holz, farbig gefasst, und Silber, 11. oder 12. Jahrhundert | in der Kirche St-Cyriaque (Lage)                    | PM67000001    | Classé       | 1967      | weitere Bilder |